# Baltasar Corrada del Río

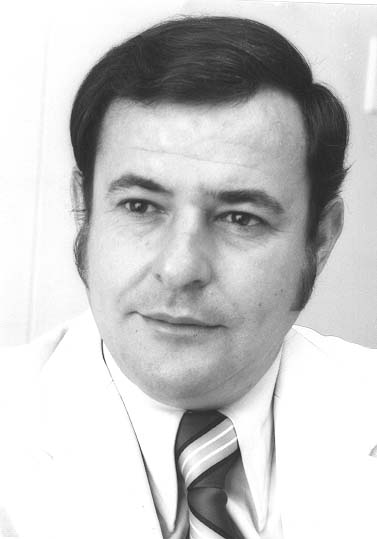
Baltasar Corrado del Río

Baltasar Corrada del Río  (* 10. April 1935 in Morovis; † 11. März 2018) war ein puerto-ricanischer Politiker. Zwischen 1977 und 1985 vertrat er Puerto Rico als Delegierter (Resident Commissioner) im Repräsentantenhaus der Vereinigten Staaten.

## Werdegang
Baltasar Corrada del Río besuchte die öffentlichen Schulen seiner Heimat. Im Jahr 1952 absolvierte er die Colegio Ponceno de Varones High School. Danach studierte er bis 1956 an der Universität von Puerto Rico. Nach einem anschließenden Jurastudium an derselben Universität und seiner 1959 erfolgten Zulassung als Rechtsanwalt begann er in San Juan in diesem Beruf zu arbeiten. Im Jahr 1969 wurde er Mitglied der dortigen Bürgerrechtskommission. Außerdem verfasste er damals Artikel für die Zeitung El Mundo. Politisch war er Mitglied der Demokratischen Partei und der puerto-ricanischen Partido Nuevo Progresista.
Bei den Kongresswahlen des Jahres 1976 wurde Corrada für vier Jahre als nicht stimmberechtigter Delegierter in das US-Repräsentantenhaus in Washington, D.C. gewählt, wo er am 3. Januar 1977 die Nachfolge von Jaime Rexach Benítez antrat. Nach einer Wiederwahl für weitere vier Jahre konnte er bis zum 3. Januar 1985 im Kongress verbleiben. Dabei setzte er sich für die Aufnahme Puerto Ricos als regulärer Bundesstaat in die Vereinigten Staaten ein. Im Jahr 1984 verzichtete er auf eine weitere Kandidatur.
Zwischen 1985 und 1989 war Corrada del Río Bürgermeister der puerto-ricanischen Hauptstadt San Juan; von 1993 bis 1995 fungierte er als Secretary of State dieses US-Außengebietes. Zwischen 1995 und 2005 war er Richter am dortigen Obersten Gerichtshof. Im Jahr 1988 bewarb er sich erfolglos um das Amt des Gouverneurs von Puerto Rico. Er arbeitete zuletzt als unabhängiger Anwalt in beratender Funktion für eine große Kanzlei in Puerto Rico.
Am 11. März 2018 verstarb er im Alter von 82 Jahren. Er litt an der Alzheimer-Krankheit.